# Sue Jones-Davies
Sue Jones-Davies (née le 1er janvier 1949) est une actrice et chanteuse galloise qui a joué le rôle de Judith Iscariot dans le film Monty Python's Life of Brian (1979). Maire d'Aberystwyth de 2008 à 2009, elle est maintenant conseillère municipale.

## Enfance et scolarité
Sue Jones-Davies est née au Pays de Galles en 1949. Elle a passé son enfance à Dinas Cross, dans le Pembrokeshire. Elle est diplômée de l'Université de Bristol .

## Mariage et famille
Elle rencontre son ancien mari, l'acteur et écrivain Chris Langham (en), alors camarade de classe, à l'université de Bristol. Ils se marient peu de temps après l'obtention de leur diplôme puis vivent à Londres. Ils ont trois fils, Dafydd Jones-Davies, Siencyn Langham et Glyn Langham. Après leur séparation, Jones-Davies déménage à Aberystwyth avec ses trois fils[réf. nécessaire].

## Carrière
Jones-Davies a travaillé à Londres pendant plusieurs années. Elle joue dans la production originale londonienne de Jesus Christ Superstar . Elle a également joué dans Monty Python : La Vie de Brian, Radio On, Rock Follies (en), French and Saunders, Victoria Wood as Seen on TV (en) et Brideshead Revisited.
Son rôle dans Rock Follies lui a permis de chanter dans le single "OK?" avec Julie Covington, Rula Lenska (en) et Charlotte Cornwell (en). En août 1976, Jones-Davies est pressentie pour le rôle de Leela dans Doctor Who mais c'est Louise Jameson qui obtient le rôle.
Durant les années 1970, elle est la chanteuse du groupe « The Bowles Brothers Band ». Elle a également chanté dans le groupe acoustique de langue galloise Cusan Tan avec Annie Jones. Elle fait également des apparitions régulières à la télévision en langue galloise. En 1981, elle joue dans The Life and Times of David Lloyd George, le rôle de Megan Lloyd George, la fille du premier ministre.
Entre juin 2008 et mai 2009, elle a été maire d'Aberystwyth. Dès son entrée en fonction, elle a été informée que la ville avait interdit le film La vie de Brian pendant près de 30 ans en raison de sa scène de nu. Elle a annulé l'interdiction,. En juillet 2008, Jones-Davies a été interviewée sur BBC Radio Wales (en) et BBC Radio 2 à propos du film et de son statut à Aberystwyth. Elle a également fait l'objet d'une émission de Woman's Hour (en) sur BBC Radio 4 .
La vie de Brian a été projeté durant son mandant de maire, le 28 mars 2009 au Aberystwyth Arts Centre en présence des acteurs et co-scénaristes du film, Michael Palin et Terry Jones,. L'événement a été diffusé sur BBC One le 12 mai 2009 sous la forme d'un documentaire intitulé Monty Python in Aberystwyth: A Mayor and Two Pythons,.
Elle est maintenant conseillère municipale pour le parti Plaid Cymru à Aberystwyth.

## Filmographie

### Cinéma
- Monty Python : La Vie de Brian, Judith
- Solomon and Gaenor, Gwen

### Télévision
- Rock Follies (en)
- French and Saunders
- Victoria Wood as Seen on TV (en)
- Brideshead Revisited
- The Life and Times of David Lloyd George, Megan Lloyd George

## Discographie

### Single
| Année | Single                                                                    | Classement | Classement |
| Année | Single                                                                    | UK         | AU         |
| ----- | ------------------------------------------------------------------------- | ---------- | ---------- |
| 1977  | "OK?" (avec Julie Covington, Rula Lenska (en) et Charlotte Cornwell (en)) | 10         |            |